# Mulinello (pesca)

Mulinello da pesca: 1.guidafilo, 2.seduta, 3.piede, 4.manovella, 5.braccio di supporto, 6.leva anti-reverse, 7.bobina protetta, 8.filo da pesca, 9.regolazione frizione.

Il mulinello da pesca è un dispositivo meccanico che, azionato a mano attraverso una manovella od una leva, consente di svolgere e riavvolgere la lenza, cioè il "filo" da pesca (nylon, dynema, fluorocarbon, sia nella versione "monofilo" sia nella versione "multifibra" o treccia).

## Tipi di mulinelli

### Bobina fissa o rotante
I mulinelli possono essere fondamentalmente di due tipi: a bobina fissa ed a bobina rotante. Il mulinello a bobina rotante trova specifico uso nella traina e nel drifiting e in una versione particolare nella pesca a mosca, mentre quello a bobina fissa risulta più usato per tecniche che vanno dal bolentino allo spinning. Attualmente alcuni modelli particolarmente progettati sono dedicati alla tecnica del jigging. Una particolare versione del mulinello a bobina rotante è quello detto da casting, rappresentando un ottimo compromesso tra il bobina fissa e il tradizionale bobina rotante
Il mulinello a bobina fissa si impiega su canne specifiche e viene fissato alla canna "verso il basso"; la lenza viene riavvolta scorrendo attraverso un guidafilo innestato in uno dei due braccetti (tra loro collegati con un archetto metallico) avvitati ad una ghiera rotante azionata da una manovella. Questo tipo di mulinello è particolarmente indicato per effettuare lanci molto lunghi o per effettuare lanci con esche molto leggere (dato che l'inerzia dell'esca o della montatura dovrà trascinare con sé solo il peso del filo che si svolge).

### Mulinello dacasting
Il mulinello da casting viene fissato alla canna, anch'essa appositamente costruita per lanciare, "verso l'alto"; la lenza viene riavvolta azionando una manovella che fa girare la bobina raccogliendo filo grazie ad un guidafilo che lo distribuisce omogeneamente su tutto il rocchetto
Questo tipo di mulinello consente di fare lanci meno lunghi dei mulinelli a bobina fissa, soprattutto con esche/montature leggere. Ciò è determinato dal fatto che l'inerzia dell'esca/montatura durante il lancio, dovrà essere tale da trascinare il filo facendo girare la bobina raccogli filo. Il principale punto di forza del mulinello da casting sta nella potenza di recupero.

### Mulinello per la pesca con la mosca

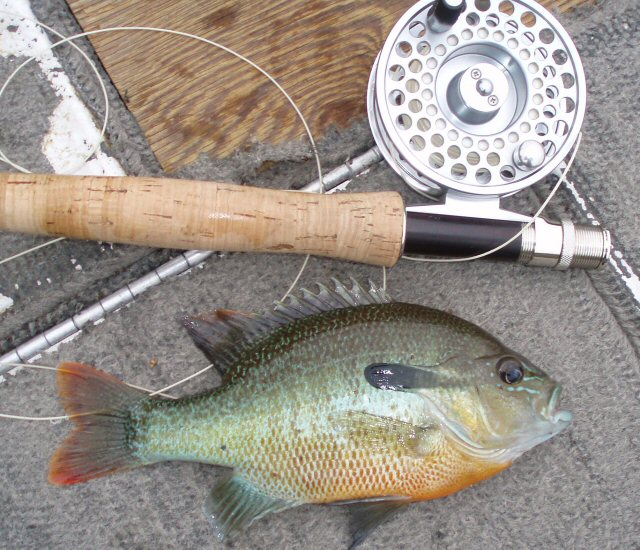
Mulinello per la pesca con la mosca

Il mulinello da mosca o fly fishing, viene fissato "verso il basso" in posizione del tutto arretrata cioè all'estremo inferiore dell'impugnatura della canna da pesca, anch'essa di tipo specifico. I diversi fili che compongono la lenza da fly fishing (baking, coda di topo e finale o basso di lenza) vengono riavvolti facendo ruotare la bobina, con un apposito pomello innestato direttamente sulla bobina rotante.

## Frizione
Il più generico mulinello a bobina rotante esiste di svariate dimensioni per potenza di frenatura, e lenza imbobinabile; è caratterizzato da un azionamento della frizione tramite una leva (lever drag) o tramite una volantino a stella (frizione a stella) e da una pomello a vite che ne tara il range di azione (preset).
Tutti i tipi di mulinello sono dotati della frizione, un meccanismo che funge da freno allo scorrimento della lenza e la cui taratura varia in funzione del momento di esercizio. Importante la taratura nel momento dello strike che deve essere settata in funzione della canna e del carico di rottura del filo.

## Galleria diversi tipi

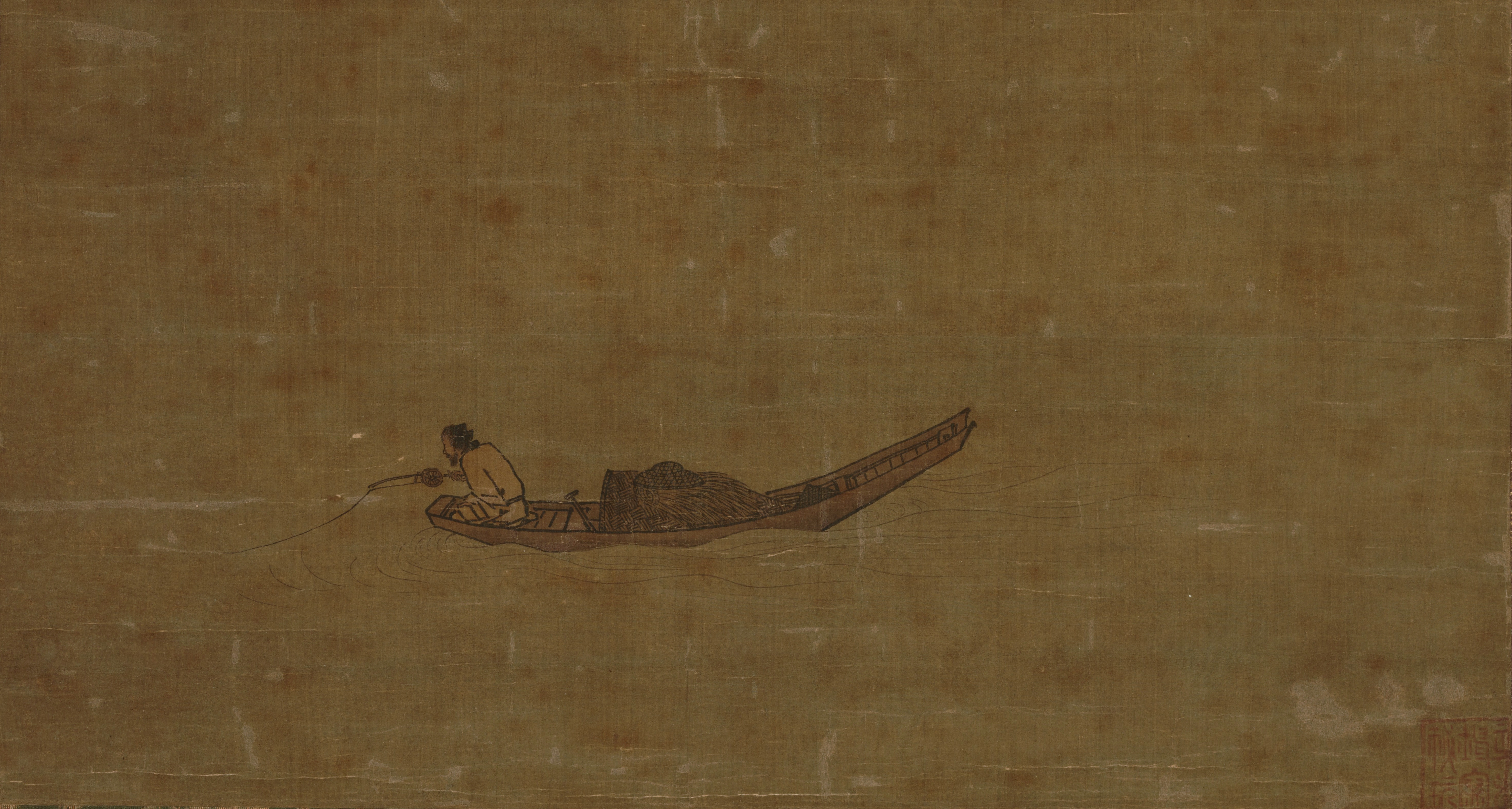
"Pescatore su un lago invernale", dipinto nel 1195 da Ma Yuan, con la più antica rappresentazione conosciuta di un mulinello da pesca, sebbene la più antica descrizione di un mulinello da pesca in Cina risalga al 3º secolo d.C.
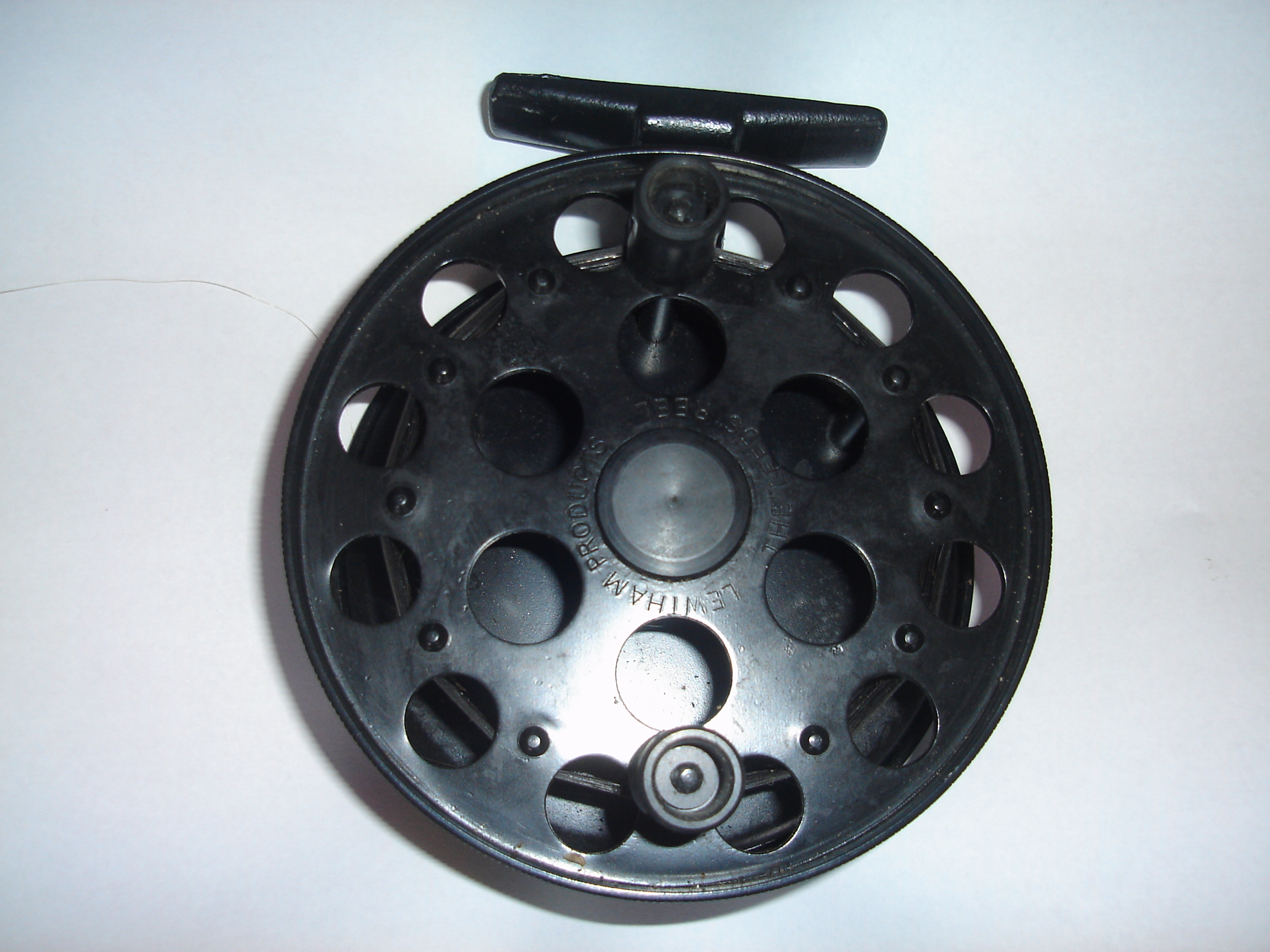
Una bobina centrale
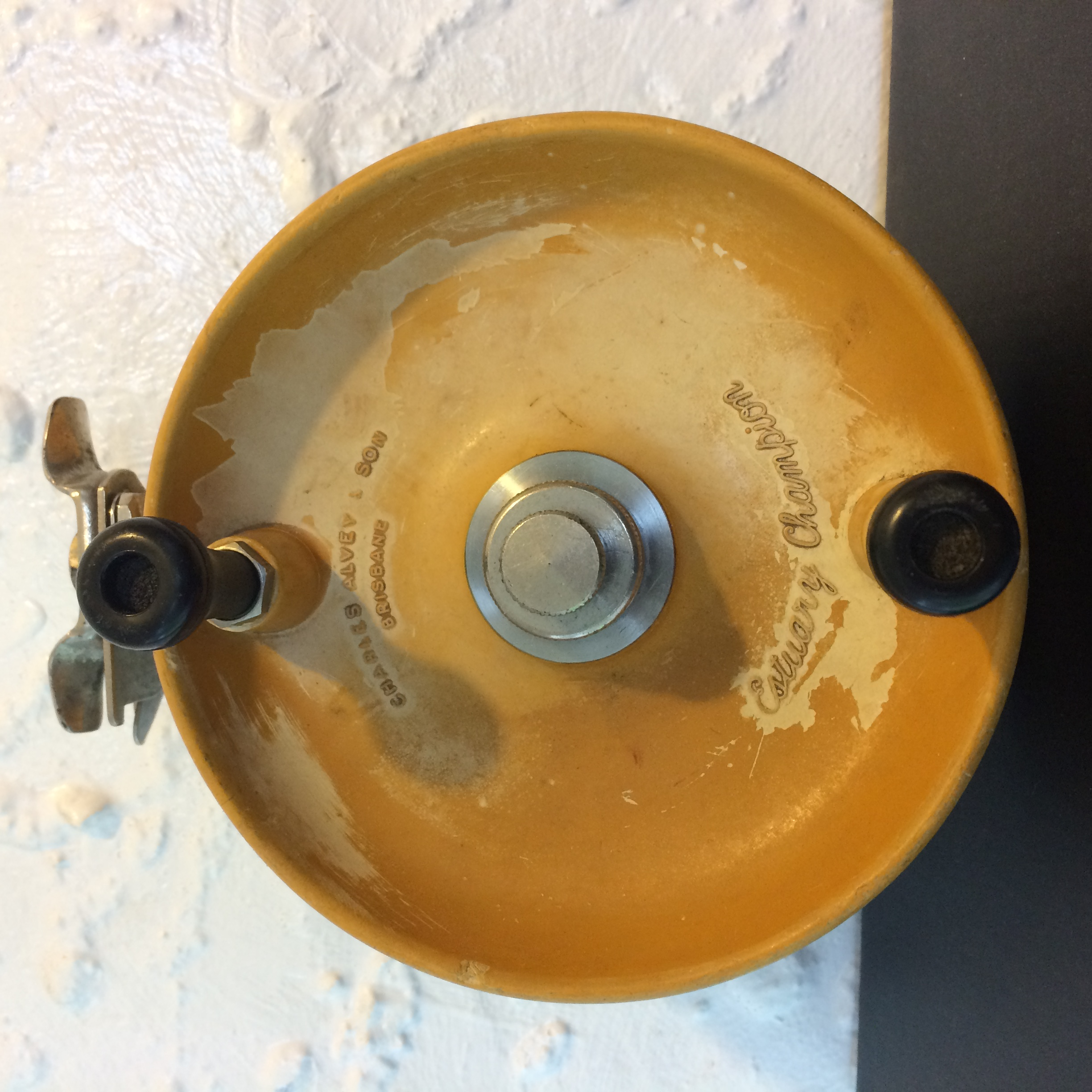
Mulinello laterale "Alvey" di fabbricazione australiana
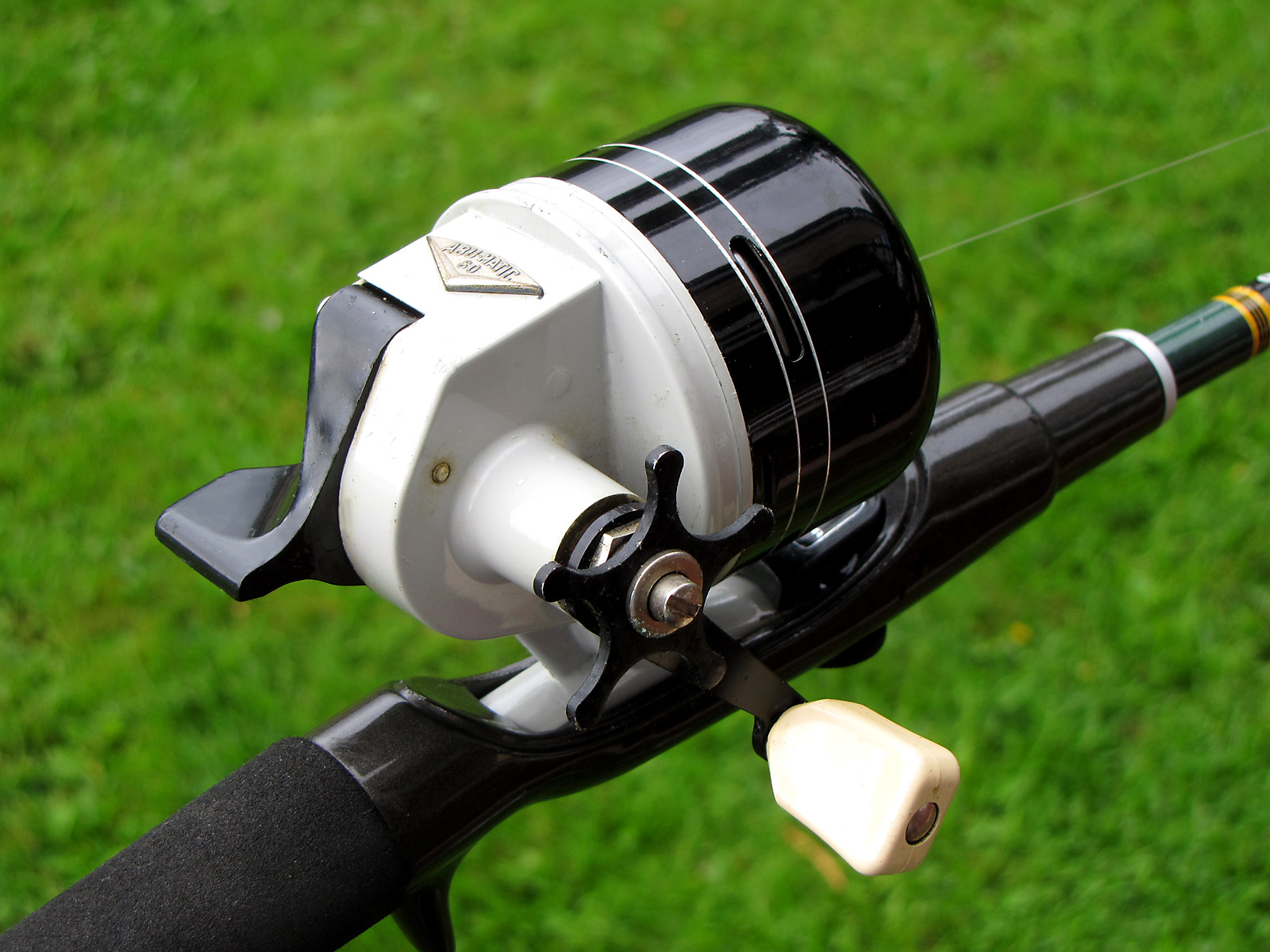
Una bobina spincast